# Chevrolet Tracker (2019)
La Chevrolet Tracker è una autovettura prodotta dalla casa automobilistica statunitense Chevrolet a partire dal 2019.

## Descrizione

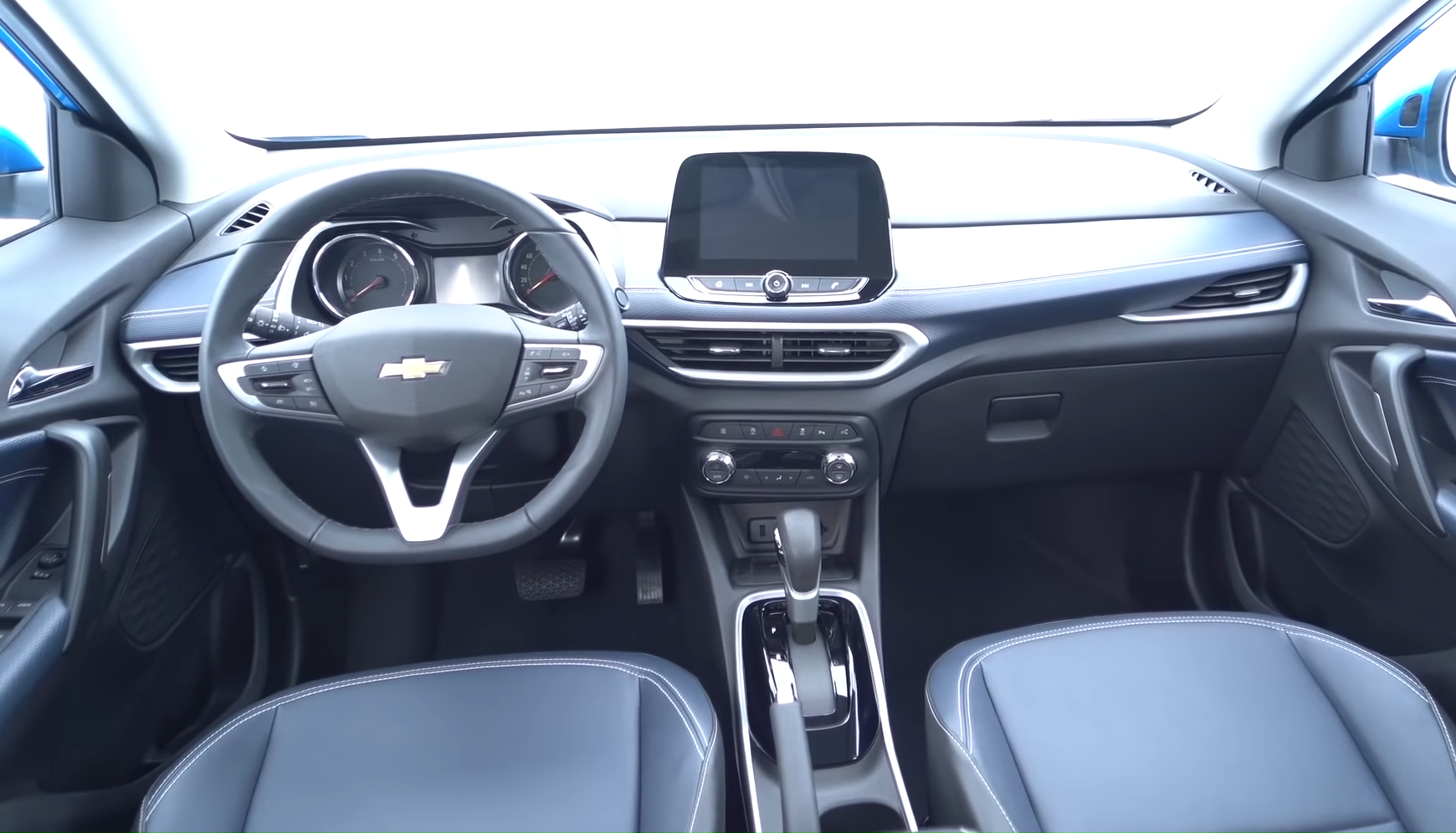
Interni

La vettura riprende nel nome un omonimo fuoristrada prodotto e venduto dalla GM nel continente americano tra la fine degli anni 80 e inizio anni 2000.
La Tracker è un SUV compatto presentato al Salone dell'Auto di Shanghai nell'aprile 2019 e in vendita in Cina da giugno dell stesso anno. Dalla Tracker è stata derivata la seconda serie della Buick Encore.
La Tracker, che inizialmente è stata progettata e pensata per il mercato cinese, è stata presentata nel 2019 insieme alla coeva Trailblazer. Per la sua realizzazione, è stata coinvolta la joint venture SAIC-GM, che produce la vettura per il mercato locale nello stabilimento di Shenyang. La vettura va a sostituire la Trax.
In seguito la vettura ha fatto il suo debutto nel mercato brasiliano nel 2020, in concomitanza con l'inizio della produzione nell'impianto di assemblai di São Caetano do Sul, per poi essere esportata in altri paesi latinoamericani come il Messico. Il lancio sul mercato brasiliano è avvenuto nel marzo 2020.
La vettura viene realizzata sulla piattaforma Global Emerging Markets (GEM), progettata per essere impiegata per modelli prodotti e venduti in paesi emergenti, tra cui la Cina e America Latina.
La Tracker per il mercato cinese è disponibile con due motorizzazioni turbocompresse a benzina tre cilindri da 1.0 litro con 85 kW e un 1.3 litri con 165 CV/121 kW.
Nel mercato latinoamericano, la vettura può essere alimentata anche ad etanolo. Oltre alle altre motorizzazioni, in Brasile c'è anche un motore a benzina tre cilindri turbo da 1,2 litri con una potenza massima di 98 kW quando alimentato a etanolo e 97 kW in quello a benzina. La trasmissione è affidata a un cambio a 6 marce manuale, automatico con convertitore di coppia o a doppia frizione.